# Karl Allmendinger (Autor)
Karl Allmendinger, auch Carl Allmendinger, Pseudonym Felix Nabor (* 13. Oktober 1863 in Mühlhausen im Täle; † 17. November 1946 in Adelmannsfelden) war ein Lehrer, Volksschriftsteller und Komponist.

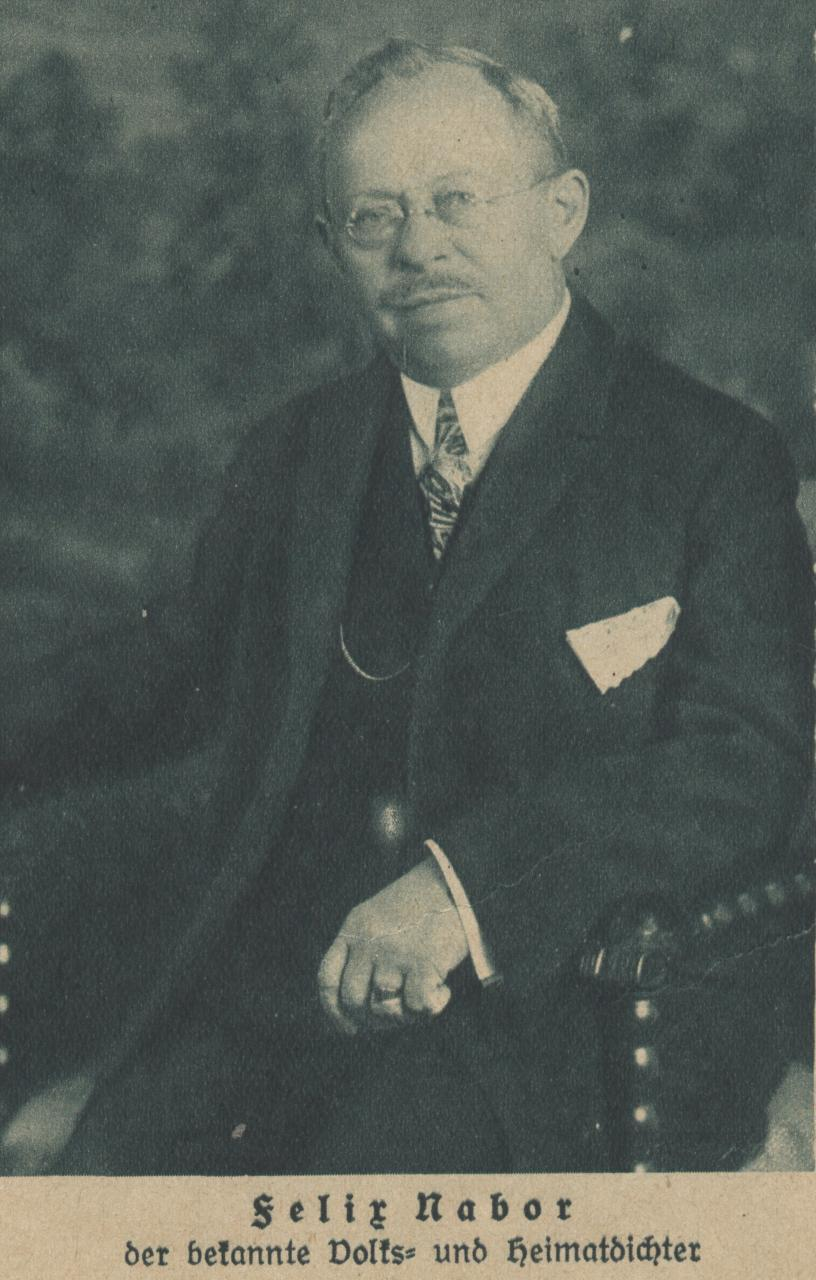
Karl Allmendinger alias „Felix Nabor“

## Leben
Karl Allmendinger wurde als Sohn eines Müllers im württembergischen Mühlhausen im Täle geboren. Er betätigte sich als Lehrer sowie als Organist, Komponist und Chordirektor in seinem Heimatbistum Rottenburg. Der Schriftsteller lebte ab 1910 in München-Pasing, kehrte jedoch später wieder nach Württemberg zurück, wo er 1946 verstarb. Sein Bruder Hermann Allmendinger machte sich als Kirchenmaler einen überregionalen Namen.
Ab dem Jahr 1902 begann Allmendinger unter dem von den frühchristlichen Märtyrern St.  Felix und St. Nabor abgeleiteten Pseudonym „Felix Nabor“ dezidiert katholische Romane und Erzählungen zu schreiben, deren Themen vornehmlich der Zeit- und Kirchengeschichte entnommen waren.
Sein erstes derartiges Werk, „Mysterium Crucis - Roman aus der Zeit Kaiser Neros“, wurde begeistert aufgenommen und es folgten in rascher Abfolge zahlreiche andere. Die Publikationen erschienen hauptsächlich im  G.J. Manz Verlag Regensburg, aber auch im dortigen  Habbel Verlag, beim St. Joseph Verlagshaus Klagenfurt und in  den Verlagen der Steyler Missionare zu Kaldenkirchen bzw. der Missionsbenediktiner von St. Ottilien. Kirchenzeitungen, wie etwa „Der Pilger“ in Speyer, druckten die volkstümlichen Bücher vielfach als Fortsetzungen ab.
In der Zeit zwischen den beiden Weltkriegen waren seine Werke innerhalb des katholischen Milieus sehr populär und fehlten in keiner Pfarrbücherei. Wegen ihres unverkennbar katholischen Charakters in der NS-Zeit verfemt, blieben sie es ebenso danach, da sie nicht selten auch patriotische Inhalte besaßen, wie etwa die Erzählung „Das Mädchen von Spinges“ über den historischen Kampf der Tiroler gegen die Franzosen. Heute sind Felix Nabors Dichtungen fast gänzlich vergessen und nur noch antiquarisch zu erhalten. Lediglich Nabors Erstlingsroman, „Mysterium Crucis - Roman aus der Zeit Kaiser Neros“, erlebte 1963 nochmals eine modernisierte Neuauflage,; schon 1962 erschien davon eine schwedische Übersetzung 1968 eine norwegische.

Bischof Johann Baptist Sproll, würdigte den aus seinem Bistum stammenden Schriftsteller zum 65. Geburtstag mit den Worten:

„Unser Landsmann Felix Nabor ist ein hervorragender und fruchtbarer Schriftsteller und – was für uns von besonderem Wert ist – ein echt katholischer Schriftsteller. Seine Werke bringen Erbauung und Erhebung, Erquickung und Freude in jedes Haus. Ich wünsche ihnen weiteste Verbreitung in meiner Diözese.“

Felix Nabors Tochter Cäcilie Allmendinger-Höchstetter setzte das Werk ihres Vaters fort und schrieb ebenfalls christliche Unterhaltungsbücher; sein Sohn war der General Karl Allmendinger.
In seinem Geburtsort Mühlhausen im Täle war die örtliche Grundschule nach dem Dichter benannt. Am 23. November 2020 beschloss der Gemeinderat einstimmig eine Umbenennung. Er hatte erfahren, dass der Pädagoge Johannes Werner „die Inhalte und die Wertigkeit der musikalischen und literarischen Werke von Carl Allmendinger detailreich und in der Tiefe untersucht“ hatte, und zwar im Auftrag der „Kommission für geschichtliche Landeskunde“ wegen eines möglichen Beitrags in den „Baden-Württembergischen Biographien“. Werner war zu dem Ergebnis gelangt, dass die Werke „literarisch ohne jeden Wert sind“. Darüber hinaus seien darin „schon früh nationalistische, chauvinistische und rassistische Motive“ aufgetreten. „Die Mitglieder des aktuellen Gemeinderats, die Verwaltung, die Grundschule, noch lebende Angehörige von Carl Allmendinger sowie ortsgeschichtlich bewanderte Personen“ waren daraufhin zu dem Ergebnis gelangt, „dass die Namensgebung der Grundschule in Mühlhausen im Täle aufgrund der fehlenden künstlerischen Wertigkeit und der abzulehnenden Inhalte der Werke eine falsche Aussagekraft entfaltet.“

## Werk
Schriften

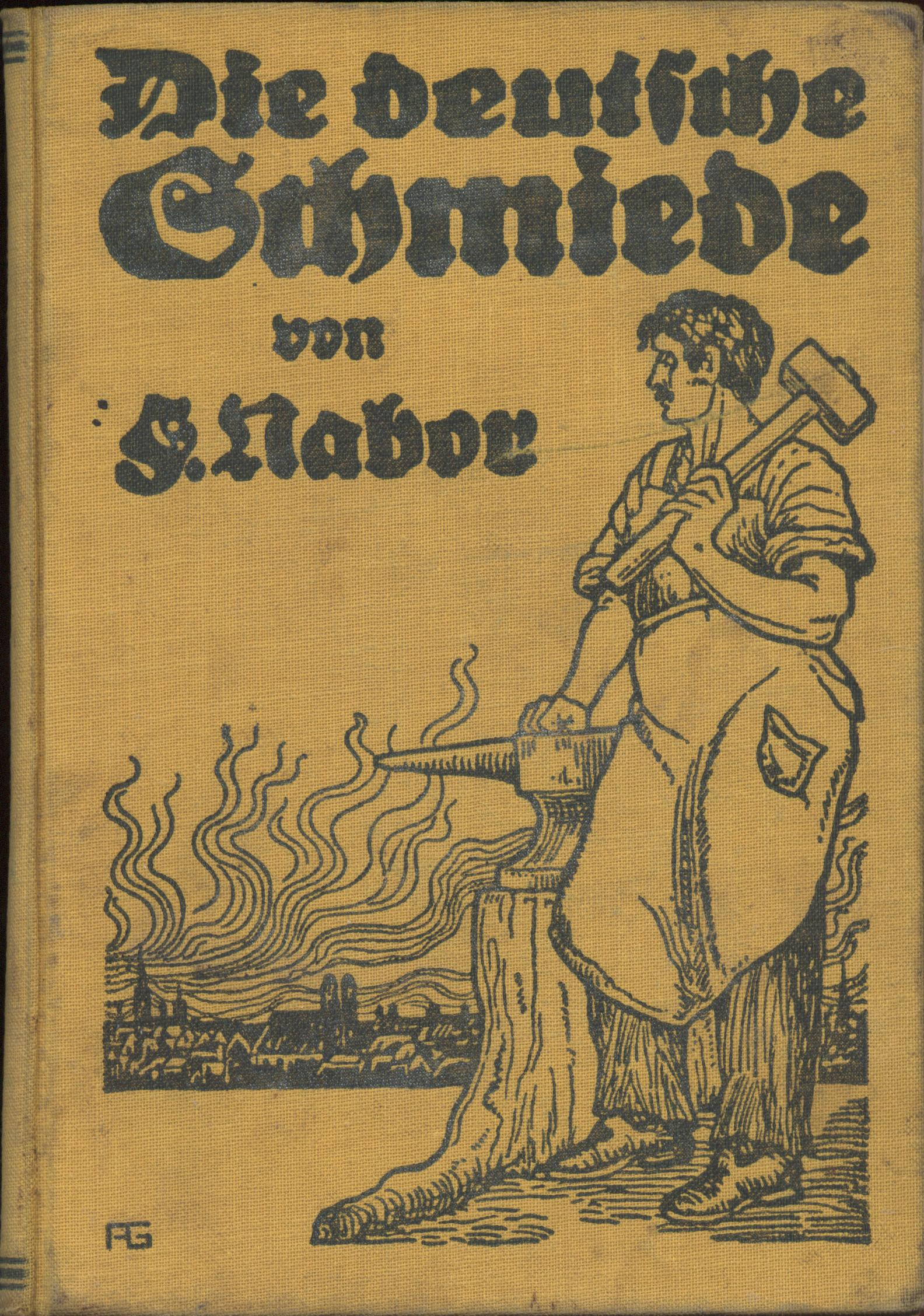
Roman von Felix Nabor

- Mysterium Crucis – Roman aus der Zeit Kaiser Neros, 1902
- Der Kreuzzug der Kinder – Erzählung aus dem 13. Jahrhundert, 1903
- Der Vogt von Lorch – Roman aus dem großen Bauernkrieg, 1904
- Johanna, die Jungfrau von Orleans – Historische Erzählung, 1909
- Zinga die Negerfürstin – Eine Missionserzählung, 1910
- Griseldi – Roman aus dem 12. Jahrhundert
- Furchtlos und treu! Roman aus der Zeit des russischen Feldzugs 1812, 1914
- Die Marienritter – Erzählung aus dem 13. Jahrhundert, 1915
- Das arme Prinzeßchen – ein Märchen aus neuer Zeit, 1920
- Das Lebenswunder, 1920
- Die deutsche Schmiede, 1920
- Der Bergpfarrer, 1921
- Der Klostersturm – Geschichtliche Erzählung aus St. Gallens Vergangenheit, 1923
- Heimatzauber, 1924
- Die Blutrache, Volkserzählung, 1924
- Das goldene Haus; Erzählung aus den Tagen Pompejis, 1924
- Der Rote Reiter – Roman aus der Gegenwart, 1924
- Das Wunder von Ammergau; Roman, 1925
- Der goldene Baum und andere Erzählungen, 1925
- Parsifal (Roman unter Zugrundelegung des Richard Wagner’schen Bühnenweihfestspiels „Parsifal“), 1926.
- Das Mädchen von Spinges; Geschichtliche Erzählung, 1927
- Unsere Liebe Frau; ein Marienroman, 1929
- Gold und Myrrhen – Geschichtlicher Missionsroman aus Ostafrika, 1929
- Das Kreuz des Ozeans – Geschichtlicher Missionsroman aus Korea, 1929
- Das Himmelsschiff – Roman 1930
- Der Engel von Augsburg, Erzählung aus Bayerns Vergangenheit (über Agnes Bernauer), 1930
- Roma, die Perle der Ewigen Stadt – Roman, 1932
- Schlageter – Roman 1933
- Shylock unter Bauern – Roman, 1934
- An der schönen blauen Donau – Ein Johann-Strauß-Roman, 1935
- Bauernkönige – Dorfroman, 1935

Kompositionen
- Missa O bone Jesu op. 37 für Männerchor und op. 37b für gemischten Chor[6]